# Gelsesziget
Gelsesziget Zala vármegyei község a Nagykanizsai járásban, a Zalai-dombságban, a Zalaapáti-hát területén.

## Fekvése
Nagykanizsától 13 kilométerre északra fekszik.

### Közlekedés
A település a Szombathely–Nagykanizsa-vasútvonal mellett található. Önálló vasútállomással nem rendelkezik, a magyarszerdahelyi megállóhelyen és a gelsei vasútállomáson (2,5 illetve 4,5 km távolságra) keresztül érhető el vasúton.
A települést a térség egyik fontos összekötő útja, a 74-es főút térségét a 75-ös főuttal összekapcsoló, a vasúttal párhuzamosan húzódó 7527-es út szeli át. Tipikus zalai szalagtelkes falu.
A községet több autóbuszjárat érinti. Elsősorban a Nagykanizsa–Pacsa, valamint a Nagykanizsa–Orosztony közötti helyközi járatok állnak meg a településen, de távolsági járat is érinti a községet (Nagykanizsa–Szombathely).

## Története
A település első említése 1280-ból való „Gelse Alsórajk alatt, tőle délre fekszik Gelsesziget”. Ez azonban csak a nevének említése. A történészek 1320-tól dolgozták fel történetét. Erről talán Holub József Községek című feldolgozásából találunk összefoglalót.
E feldolgozásból kiderül, hogy a környékbeli többi településhez hasonlóan Gelsesziget is a Hahót-Hahold család birtokában volt a 13–14. században többszöri elvesztés és visszaszerzés mellett. Ez a család volt a hatalmas Bánffy család őstörzsöke, mely a türingiai Orlamundi grófoktól származik.
A 13. század végén egy Szelesziget nevű községgel találkozunk, amely Hahót comes fia, István mester birtoka volt, s amelyet 1299-ben Bagotával együtt Atyusz comesnek adott cserébe. Ekkor még csak föld-nek /terra/ mondták, nem falunak, s megmondja az oklevél azt is, hogy Gelse földtől új határokkal választották el. Kétségtelen tehát, hogy a mai Gelsesziget volt ez, amely Nagykanizsától északra, Gelsétől délre fekszik.
Későbbi történelme során sokszor cserélt gazdát a Hahót, Szabari, Pacsai, Isabori, Bánffy, Ostfi, Molnári, Kaczor és Darabos családok között.

## Közélete

### Polgármesterei
- 1990–1994: Szabó Károly (független)[3]
- 1994–1998: Magyar Győző (független)[4]
- 1998–2002: Magyar Győző (független)[5]
- 2002–2006: Magyar Győző (független)[6]
- 2006–2010: Magyar Győző (független)[7]
- 2010–2014: Magyar Győző (független)[8]
- 2014–2019: Veisz József (független)[9]
- 2019–2024: Veisz József (független)[10]
- 2024– : Veisz József (független)[1]

## Népesség
A település népességének változása:
| Lakosok száma | 268  | 261  | 250  | 255  | 248  | 250  | 248  |
|               | 2013 | 2014 | 2015 | 2021 | 2022 | 2023 | 2024 |

A 2011-es népszámlálás idején a nemzetiségi megoszlás a következő volt: magyar 99%. A lakosok 64,2%-a római katolikusnak, 1,06% reformátusnak, 3,8% felekezeten kívülinek vallotta magát (30,14% nem nyilatkozott).
2022-ben a lakosság 92,3%-a vallotta magát magyarnak, 0,8% németnek, 0,4% horvátnak, 1,2% egyéb, nem hazai nemzetiségűnek (7,7% nem nyilatkozott; a kettős identitások miatt a végösszeg nagyobb lehet 100%-nál). Vallásuk szerint 52,8% volt római katolikus, 0,8% református, 0,8% evangélikus, 2% egyéb keresztény, 2,8% egyéb katolikus, 6,9% felekezeten kívüli (33,9% nem válaszolt).